# Batalla de Dunkerque
|  | Aquest article tracta sobre la batalla de la Segona Guerra Mundial en 1940. Si cerqueu detalls sobre l'evacuació a gran escala de tropes aliades des de Dunkerque, vegeu «Evacuació de Dunkerque». |

La batalla de Dunkerque va ser una operació militar que va tenir lloc a Dunkerque, França, durant la Segona Guerra Mundial. La batalla es va lliurar entre els Aliats de la Segona Guerra Mundial i l'Alemanya Nazi. Com a part de la batalla de França al Front Occidental, la batalla de Dunkerque va ser la defensa i l'evacuació de les forces britàniques i aliades a Europa del 26 de maig al 4 de juny de 1940.
Després de la Guerra de Broma, la batalla de França va començar de debò el 10 de maig de 1940. A l'est, el Grup d'Exèrcits B va envair els Països Baixos i va avançar cap a l'oest. Com a resposta, el Comandant Suprem Aliat, el general francès Maurice Gamelin va iniciar el "Pla D" i va entrar a Bèlgica per implicar els alemanys als Països Baixos. El pla es basava principalment en les fortificacions de la Línia Maginot a la frontera germano-francesa, però les forces alemanyes ja havien travessat la major part dels Països Baixos abans que arribessin les forces franceses. En canvi, Gamelin va enviar-hi les forces sota el seu comandament, tres exèrcits mecanitzats, el Primer i Setè Exèrcits francesos i el Cos Expedicionari Britànic (British Expeditionary Force, BEF), al riu Dijle. El 14 de maig, el Gurp d'Exèrcits A alemany va irrompre a les Ardenes i va avançar ràpidament cap a l'oest, envers Sedan, després va girar cap al nord cap al Canal de la Mànega, en el que el Generalfeldmarschall Erich von Manstein va anomenar "Pla del cop de falç" (conegut també com a "Pla Groc" o "Pla Manstein"), amb el qual flanquejà de manera efectiva les forces aliades.
Una sèrie de contraatacs aliats -incloent la batalla d'Arràs (1940) - no van trencar la punta de llança alemanya, que va arribar a la costa el 20 de maig, i va separar el Cos Expedicionari Britànic a prop d'Armentières, el Primer Exèrcit francès i l'exèrcit belga més al nord de la majoria de tropes franceses al sud de la penetració alemanya. Després d'arribar al canal, les forces alemanyes es van moure cap al nord per la costa, amenaçant amb capturar els ports i atrapar les forces britàniques i franceses abans que poguessin ser evacuades a la Gran Bretanya.
En una de les decisions més debatudes de la guerra, els alemanys van detenir el seu avanç a Dunkerque. Contràriament a la creença popular, el que es va arribar a ser conegut com a "Ordre de detenció" no es va originar amb Adolf Hitler. Els mariscals de camp Gerd von Rundstedt i Günther von Kluge van suggerir que les forces alemanyes al voltant de la bossa de Dunkerque cessessin el seu avanç al port i es consolidessin, per evitar una ruptura aliada. Hitler va sancionar l'ordre el 24 de maig amb el suport de l'Oberkommando der Wehrmacht (OKW). L'exèrcit es va detenir durant tres dies, el que va donar als aliats temps suficient per organitzar l'evacuació de Dunkerque i construir una línia defensiva. Tot i les ombrívoles estimacions de la situació per part dels aliats, amb Gran Bretanya discutint fins i tot una rendició condicional a Alemanya, al final es van poder rescatar més de 330.000 soldats aliats.

## Preludi
El 10 de maig de 1940, Winston Churchill esdevenia Primer Ministre del Regne Unit. El 26 de maig, el BEF i el Primer Exèrcit Francès es van trobar ficats en un coll d'ampolla de camí cap al mar, de prop de 97 km de fons i entre 25 i 40 km d'amplada. La major part de les forces britàniques encara estaven a prop de Lilla, a més de 64 km de Dunkerque, amb els francesos més al sud. Dos grans exèrcits alemanys els flanquejaven. El Grup B del general Fedor von Bock es trobava a l'est i el Grup d'Exèrcits A del general Gerd von Rundstedt es trobava a l'oest. Ambdós oficials serien promoguts posteriorment a mariscal de camp.

## Ordre d'aturada
El major L. F. Ellis va escriure:
L'entrada del dia conclou amb l'observació: "Es pot considerar que la tasca del grup d'exèrcit A s'ha completat en la seva part principal", una visió que explica a més la reticència de Rundstedt a emprar les seves divisions blindades en la fase final de compensació d'aquesta primera fase de la campanya.
Halder va escriure al seu diari el 30 de maig:
"Brauchitsch està enutjat ... La bossa s'hauria tancat a la costa si tan sols no s'hagués retingut la nostra força blindada. El mal temps ha deixat en terra la "Luftwaffe" i hem d'estar-nos aquí veient com nombrosos, milers d'enemics, arriben a Anglaterra, just a sota dels nostres nassos."
El 24 de maig, Hitler va visitar la seu del quarter general del general von Rundstedt a Charleville. El terreny al voltant de Dunkerque es considerava inadequat per als blindats. Von Rundstedt li va advertir que la infanteria havia d'atacar les forces britàniques a Arràs, on els britànics havien demostrat ser capaços d'actuar de forma significativa, mentre els blindats de Kleist mantenien la línia oest i sud de Dunkerque per atacar les forces aliades que es retiraven abans de l'Exèrcit B. Hitler, que estava familiaritzat amb les maresmes de Flandes des de la Primera Guerra Mundial, va estar d'acord. Aquest ordre permetia als alemanys consolidar els seus guanys i preparar-se per avançar cap al sud contra les forces franceses restants.
El comandant de la Luftwaffe Hermann Göring va demanar l'oportunitat de destruir les forces a Dunkerque. La destrucció de les forces aliades s'assignà així inicialment a la Força Aèria, mentre que la infanteria alemanya s'organitzava al Grup d'Exèrcits B. Von Rundstedt més tard va qualificar aquesta decisió com un "un dels grans punts d'inflexió de la guerra."
La veritable causa de la decisió d'aturar les forces blindades alemanyes el 24 de maig encara és objecte de debat. Alguns historiadors ho atribueixen a la simple excentricitat de Hitler, el qual havia de mantenir la seva posició com a Führer contra l'alt comandament de l'exèrcit com a autoritat suprema. El fet que, amb això, sacrificaria una segura victòria militar la fa, però, poc probable. Una altra teoria - a la qual pocs historiadors han donat crèdit- és que Hitler encara intentava establir un pau diplomàtica amb la Gran Bretanya abans de l'Operació Barbarroja (la invasió de la Unió Soviètica). Tot i que von Rundstedt després de la guerra va declarar les seves sospites que Hitler volia "ajudar els britànics", basat en els elogis de l'Imperi Britànic durant una visita al seu quarter general, la petita evidència que Hitler volia deixar escapar als aliats existeix a part d'una declaració autoexculativa del propi Hitler el 1945. L'historiador Brian Bond va escriure:
Pocs historiadors accepten ara que la conducta de Hitler es va veure influenciada pel desig de deixar els britànics amb un bri [d'esperança] perquè acceptessin un compromís de pau. És cert que, en el seu testament polític datat el 26 de febrer de 1945, Hitler es lamentava del fet que Churchill fos "incapaç d'apreciar l'esperit esportiu" en el qual s'havia abstingut d'aniquilar la Força Expedicionària Britànica a Dunkerque però això no s'adiu gairebé gens amb les dades de l'època. La directiva número 13, emesa pel Quarter General Suprem el 24 de maig, feia una crida específicament a favor de l'aniquilació de les forces franceses, angleses i belgues a la borsa, mentre que a la Luftwaffe se li va ordenar d'evitar la fugida de les forces angleses a través del canal.
Independentment dels motius de la decisió de Hitler, els alemanys es mostraven confiats en el fet que les tropes aliades estaven condemnades. El periodista nord-americà William Shirer va informar el 25 de maig: "Els cercles militars alemanys aquí van dir aquesta nit de manera plena: van dir que el destí del gran exèrcit aliat, embotellat, a Flandes està segellat". El comandant de BEF, Lord Gort, va acceptar, escrivint a Anthony Eden: "No he d'ocultar que una gran part del BEF i el seu equip es perdran inevitablement en la millor de les circumstàncies".
Hitler no va revocar l'Ordre de Detenció fins a la tarda del 26 de maig. Els tres dies guanyats així van donar alè a la Royal Navy per organitzar l'evacuació de les tropes britàniques i aliades. Es van rescatar uns 338.000 homes en aproximadament 11 dies. D'aquests, uns 215,000 eren britànics i 123,000 eren francesos, dels quals 102,250 escaparen en vaixells britànics.

## Batalla

### "Retirar-se resistint cap a l'oest"

Mapa de la batalla.

El 26 de maig, Anthony Eden li va dir al general Lord Gort, Comandant en cap (C-en-c) del BEF, que podria haver de "retirar-se resistint cap a l'oest", i li va ordenar preparar plans per a l'evacuació, però sense dir-los als francesos o als belgues. Gort va respondre: "No he d'amagar-vos que una gran part del BEF i el seu equip es perdrà inevitablement". Tenia prevista l'ordre i els plans preliminars ja estaven a la mà. El primer pla d'aquest tipus, per a una defensa al canal de Lys, no es va poder realitzar a causa dels avenços alemanys del 26 de maig, amb les divisions 2a i 50a fixades, i la 1a, 5a i 48a Divisions sota un fort atac. La 2a Divisió va tenir fortes baixes intentant mantenir obert un corredor: quedà reduïda a la mida d'una brigada, però va reeixir; La 1a, 3a, 4a i 42a Divisions van escapar al llarg del corredor aquell dia, igual que un terç del primer exèrcit francès. A mesura que els Aliats retrocedien, desactivaren la seva artilleria i vehicles i destruïren els seus magatzems.
El 27 de maig, els britànics es retiraren lluitant cap a la línia de perímetre de Dunkerque. La Massacre de Le Paradis va tenir lloc aquell dia, quan la 3a Divisió SS Totenkopf va metrallar 97 presoners francesos i anglesos prop del Canal de La Bassée. El presoners britànics formaven part del 2n batalló, Regiment Reial de Norfolk, part de la 4a Brigada de la 2a divisió.. Els homes de la SS els van alinear contra la paret d'un graner i els van disparar a tots; Només dos van sobreviure. Mentrestant, la Luftwaffe llançava bombes i fullets als exèrcits aliats. Els fulletons mostraven un mapa de la situació. S'hi podia llegir, en anglès i francès: "Soldats britànics! Mireu el mapa: us dona la vostra veritable situació! Les vostres tropes estan completament envoltades: deixeu de lluitar, abaixeu les armes!". Per a la ment de "terra i aire" dels alemanys, el mar semblava una barrera intransitable, de manera que creien que els Aliats estaven envoltats; Però els britànics van veure el mar com un camí cap a la salvació.

A més de les bombes de la Luftwaffe, l'artilleria pesada alemanya (que acabava d'entrar dins del seu radi d'acció) també disparava projectils d'alt poder explosiu a Dunkerque. En aquest moment, la ciutat contenia els cossos de més de 1.000 víctimes civils. Aquest bombardeig va continuar fins que va acabar l'evacuació.

### Batalla de Wijtschate
Gort havia enviat el tinent general Ronald Adam, comandant del 3r cos, a construir el perímetre defensiu al voltant de Dunkerque. El tinent general Alan Brooke, comandant del 2n Cos, va dur a terme una acció de retenció amb les divisions tercera, quarta, cinquena i cinquena al llarg del canal de Ypres-Comines fins a Yser, mentre que la resta del BEF va retrocedir. La batalla de Wijtschate, sobre la frontera a Bèlgica, va ser l'acció més dura que Brooke va afrontar en aquesta funció.
El 26 de maig, els alemanys van enviar una força de reconeixement vers la posició britànica. A migdia del dia 27 de maig, van llançar un atac a gran escala amb tres divisions al sud d'Ypres. Es va produir a continuació una confusa batalla, on la visibilitat era baixa a causa del terreny boscós o urbà, i les comunicacions eren pobres perquè els britànics en aquell moment no utilitzaven ràdios per sota del nivell de batalló i s'havien tallat els cables telefònics. Els alemanys van usar tàctiques d'infiltració entre els britànics, que es van batre en retirada.
Els combats més durs es van produir al sector de la cinquena divisió. Encara el 27 de maig, Brooke va ordenar al comandant de la 3a Divisió, el major-general Bernard Montgomery per ampliar la línia de la seva divisió a l'esquerra, alliberant així la 10a i 11a Brigades, ambdues de la 4a Divisió, per unir-se a la 5a Divisió a la Cresta de Messines. La 10a Brigada va arribar primer, per trobar-se amb el fet que l'enemic havia avançat tan lluny que ja estava encerclant l'artilleria britànica de camp. Entre elles, les Brigades X i XI van aclarir la cresta dels alemanys, i el 28 de maig es van atrinxerar amb seguretat a l'est de Wijtschate.
Aquell dia, Brooke va ordenar un contraatac. Aquest havia de ser encapçalat per dos batallons, el 3r de Grenadier Guards (Guàrdies de Granaders) i el 2n Regiment North Staffordshire, ambdós de la Primera Divisió del major-general Harold Alexander. Els homes del North Staffords va avançar fins al riu Kortekeer, mentre que els granaders van arribar al mateix canal, però no van poder mantenir la posició. El contraatac va interrompre els alemanys, i els va mantenir una mica més enrere mentre el BEF es retirava.

### Acció a Poperinge
La ruta de la posició de Brooke a Dunkirk passava per la ciutat de Poperinge (coneguda per la majoria de fonts britàniques com a "Poperinghe"), on es va produir un coll d'ampolla en un pont sobre el canal d'Yser. La majoria de les carreteres principals de la zona convergien en aquest pont. El 27 de maig, la Luftwaffe va bombardejar l'embús de trànsit resultant durant dues hores, i va destruir o immobilitzar prop del 80 per cent dels vehicles. Una altra incursió de la Luftwaffe, la nit del 28 al 29 de maig, va ser il·luminada per flamarades i la llum dels vehicles que cremaven. La 44a divisió britànica, en particular, va haver d'abandonar moltes armes i camions, i ho va perdre gairebé tot entre Poperinge i el Mont.
La 6a Panzerdivision alemanya probablement podria haver destruït la 44a divisió a Poperinge el 29 de maig, amb la qual cosa hauria tallat les divisions tercera i cinquena. L'historiador i autor Julian Thompson qualifica de "sorprenent" que no ho fes, però el fet es que els alemanys estaven distrets assetjant la propera ciutat de Cassel.

### Rendició belga
Gort havia ordenat al tinent general Adam, comandant del 3r Cos, i al general francès Bertrand Fagalde, que preparessin una defensa perimetral de Dunkerque. El perímetre era semicircular, amb tropes franceses que ocupaven el sector occidental i les tropes britàniques a l'est. S'estenia al llarg del litoral belga de Nieuwpoort a l'est a través de Furnes, Bulskamp i Bergues a Gravelines a l'oest. La línia es va fer el més forta possible, ateses les circumstàncies, però el 28 de maig, l'exèrcit belga, en clara inferioritat numèrica envers els alemanys, i encara sota el comandament directe del rei Leopold, que s'havia negat a abandonar les seves tropes i els refugiats belgues dins del petit enclavament del que quedava de la Bèlgica lliure, es rendia. Això va deixar un buit de 32 km en el flanc oriental de Gort entre els britànics i el mar. Els britànics van quedar sorpresos per la capitulació belga, tot i que el rei Leopold els havia avisat amb antelació. Com a monarca constitucional, la decisió de Leopold de rendir-se sense consultar al govern belga va conduir a la seva condemna pels primers ministres belga i francès, Hubert Pierlot i Paul Reynaud.
El rei Jordi VI del Regne Unit va enviar a Gort un telegrama que deia:
| « | "Tots els seus compatriotes hem estat seguint amb orgull i admiració la valenta resistència de la Força Expedicionària Britànica durant els combats continus de l'última quinzena. Davant de circumstàncies fora del seu control en una situació de dificultat extrema, mostren una galania que mai no ha estat superada en els anals de l'exèrcit britànic. Els cors de tots nosaltres a casa estan amb vosaltres i les vostres magnífiques tropes en aquesta hora de perill." | » |

Gort va enviar les coratjoses Tercera, Quarta i Cinquena divisions a la línia de front per omplir l'espai que abans defensaven els belgues.

### Defensa del perímetre

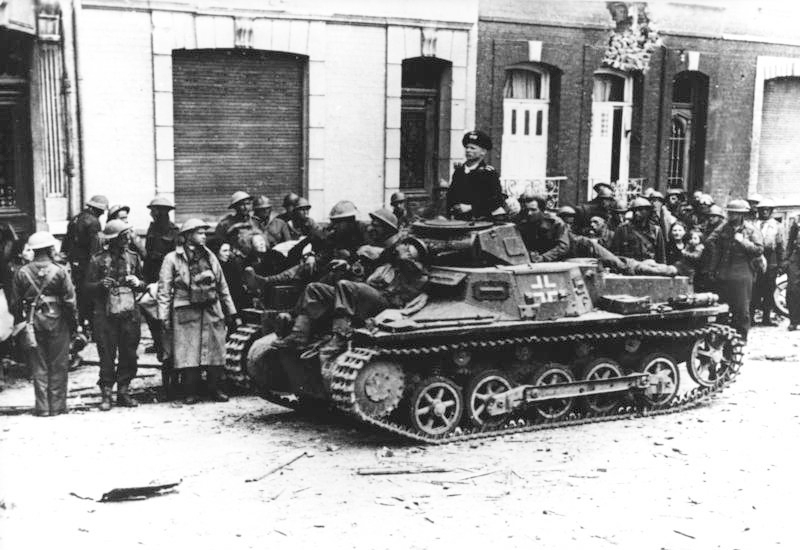
Presoners de guerra britànics amb un tanc PzKpfw Ib alemany

Mentre encara estaven a la seva posició, es dirigiren cap a la 256a Divisió alemanya, que intentava flanquejar a Gort. Els carros blindats dels 12è Regiment de Llancers Reials van detenir els alemanys a la pròpia Niewport. Una batalla confusa esclatà al llarg del perímetre durant tot el 28 de maig. El quadre de comandament del bàndol britànic es va desintegrar, i el perímetre va ser impulsat lentament cap a Dunkerque.
Mentrestant, Erwin Rommel havia envoltat cinc divisions del Primer Exèrcit Francès a prop de Lilla. Encara que estava completament aïllats, els francesos van lluitar durant quatre dies a les ordres del general Molinié, amb la qual cosa van deturar set divisions alemanyes en el seu assalt a Dunkerque, i salvaren uns 100.000 soldats aliats.
La defensa del perímetre es va mantenir durant els dies 29 i 30 de maig, amb els Aliats retrocedint per graus. El 31 de maig, els alemanys van estar a punt de perforar la defensa de Niewport, i la situació es va fer tan desesperada que dos comandants del batalló britànic van haver d'armar personalment un canó Bren, amb un coronel que disparava i l'altre que carregava. Unes hores més tard, el 2n Batalló Coldstream Guards, de la 3a Divisió, es va apressar a reforçar la línia propera a Furnes, on s'havien enviat les tropes britàniques. Els Guards van restablir l'ordre disparant a algunes de les tropes que fugien, i convencent els altres al punta de baioneta. Les tropes britàniques van tornar a la línia de front, i l'assalt alemany va fracassar.
A la tarda del mateix dia, els alemanys van trencar el perímetre a prop del canal a Bulskamp, però el pantanós terreny al costat més llunyà del canal, junt amb el foc esporàdic de la Durham Light Infantry (Infanteria Lleugera Durham), els va detenir. Quan la nit va caure, els alemanys es van concentrar per un altre atac a Niewport. Divuit bombarders de la RAF van trobar als alemanys mentre encara estaven concentrant-se, i els van dispersar amb un acurat bombardeig.

### Retirada a Dunkerque

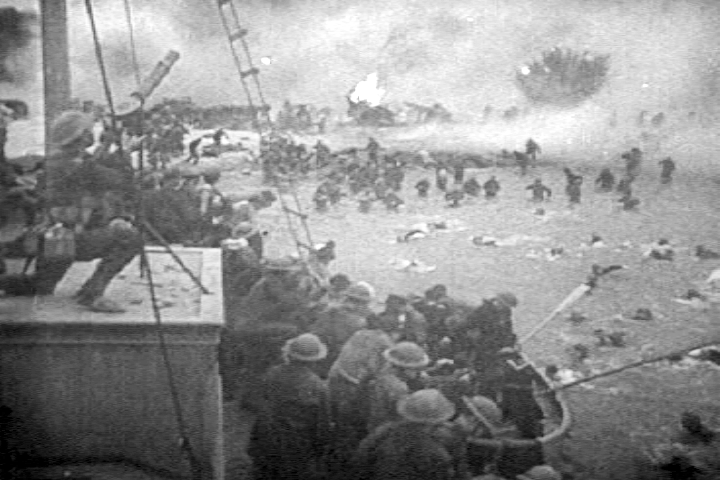
Recreació cinematogràfica de les tropes britàniques sota el foc a la platja de Dunkerque.

També el 31 de maig, el general Von Kuechler va assumir el comandament de totes les forces alemanyes a Dunkerque. El seu pla era senzill: llançaria un atac total a tot el front a les 11:00 del dia 1 de juny. Estranyament, Von Kuechler va ignorar una intercepció de ràdio que li deia que els britànics estaven abandonant l'extrem oriental de la línia per replegar-se al propi Dunkerque.
El matí de l'1 de juny era clar: feia bon temps per al vol, a diferència del mal temps que havia obstaculitzat les operacions aerotransportades els dies 30 i 31 de maig. (Tot i que Churchill havia promès als francesos que els britànics farien la seva fugida, a la terra, els francesos van mantenir la línia mentre els últims soldats britànics restants eren evacuats. Sota el foc concentrat de l'artilleria alemanya i les bombes de la Luftwaffe, els francesos van mantenir la seva posició al terreny. El 2 de juny (el dia en què les últimes unitats britàniques van embarcar), els francesos van començar a retrocedir lentament, i el 3 de juny els alemanys eren a uns tres quilòmetres de Dunkerque. La nit del 3 de juny va ser l'última nit d'evacuacions. A les 10:20 del 4 de juny, els alemanys van alçar l'esvàstica sobre els molls dels quals tantes tropes britàniques i franceses havien escapat sota els seus nassos.
La desesperada resistència de les forces aliades, especialment la 12a divisió d'infanteria motoritzada des de Fort des Dunes, va fer guanyar un temps preciós per a l'evacuació del gruix de les tropes. La Wehrmacht va capturar uns 35.000 soldats, gairebé tots ells francesos. Aquests homes havien protegit l'evacuació fins a l'últim moment i no pogueren embarcar-se. La mateixa destinació estava reservada als supervivents de la 12a Divisió d'Infanteria Motoritzada Francesa (formada, en particular, pel 150è Regiment d'Infanteria); van ser fets presoners el matí del 4 de juny a la platja de Malo-les-Bains. La bandera d'aquest regiment es va cremar per no caure en mans de l'enemic.

## Evacuació

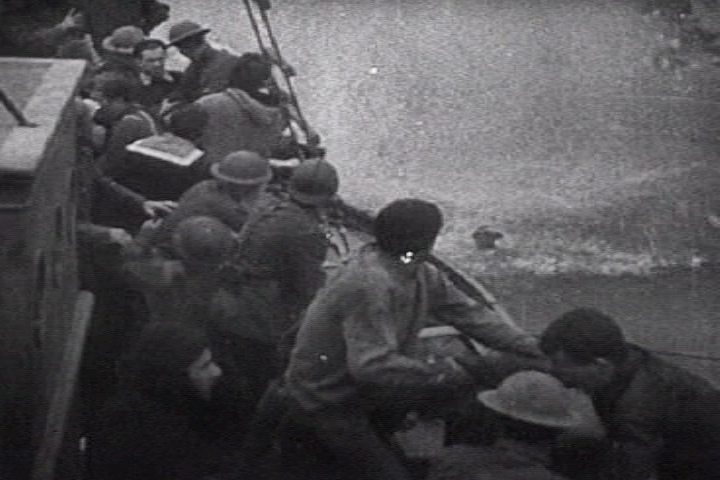
Recreació cinematogràfica d'un pescador britànic donant la mà a un soldat aliat mentre esclata una bomba d'un Stuka uns metres més endavant

El 25 de maig, l'Oficina de Guerra va prendre la decisió d'evacuar les forces britàniques. En els nou dies del 27 de maig al 4 de juny, es van escapar 338,226 homes, incloent 139,997 tropes franceses, poloneses i belgues, juntament amb un petit nombre de soldats holandesos, a bord de 861 vaixells (dels quals 243 van ser enfonsats durant l'operació).
Basil Liddell Hart va escriure que el comandament de combat va perdre 106 avions sobre Dunkerque i la Luftwaffe en va perdre uns 135, alguns dels quals van ser abatuts per la Marina Francesa i la Royal Navy. MacDonald va escriure el 1986, que les pèrdues britàniques van ser de 177 avions i 240 les pèrdues alemanyes.
Els molls de Dunkerque estaven molt malmesos per ser utilitzats, però els Molls de l'Est i l'Oest estaven intactes. El capità William Tennant, a càrrec de l'evacuació, va decidir utilitzar les platges i el Moll Oriental per fer arribar els vaixells. Aquesta gran idea d'èxit va augmentar enormement el nombre de tropes que es podien embarcar cada dia i, el 31 de maig, es van embarcar més de 68.000 homes.
L'últim exèrcit britànic va abandonar el 3 de juny, ia les 10:50, Tennant va assenyalar a Ramsay que digués "Operació completada. Tornant a Dover". Churchill va insistir en tornar altre cop a buscar els francesos i la Royal Navy va tornar el 4 de juny per rescatar el màxim nombre possible de la rereguarda francesa. Més de 26.000 soldats francesos van ser evacuats aquell últim dia, però entre 30.000 i 40.000 més van quedar enrere i es van veure obligats a rendir-se als alemanys.

## Conseqüències

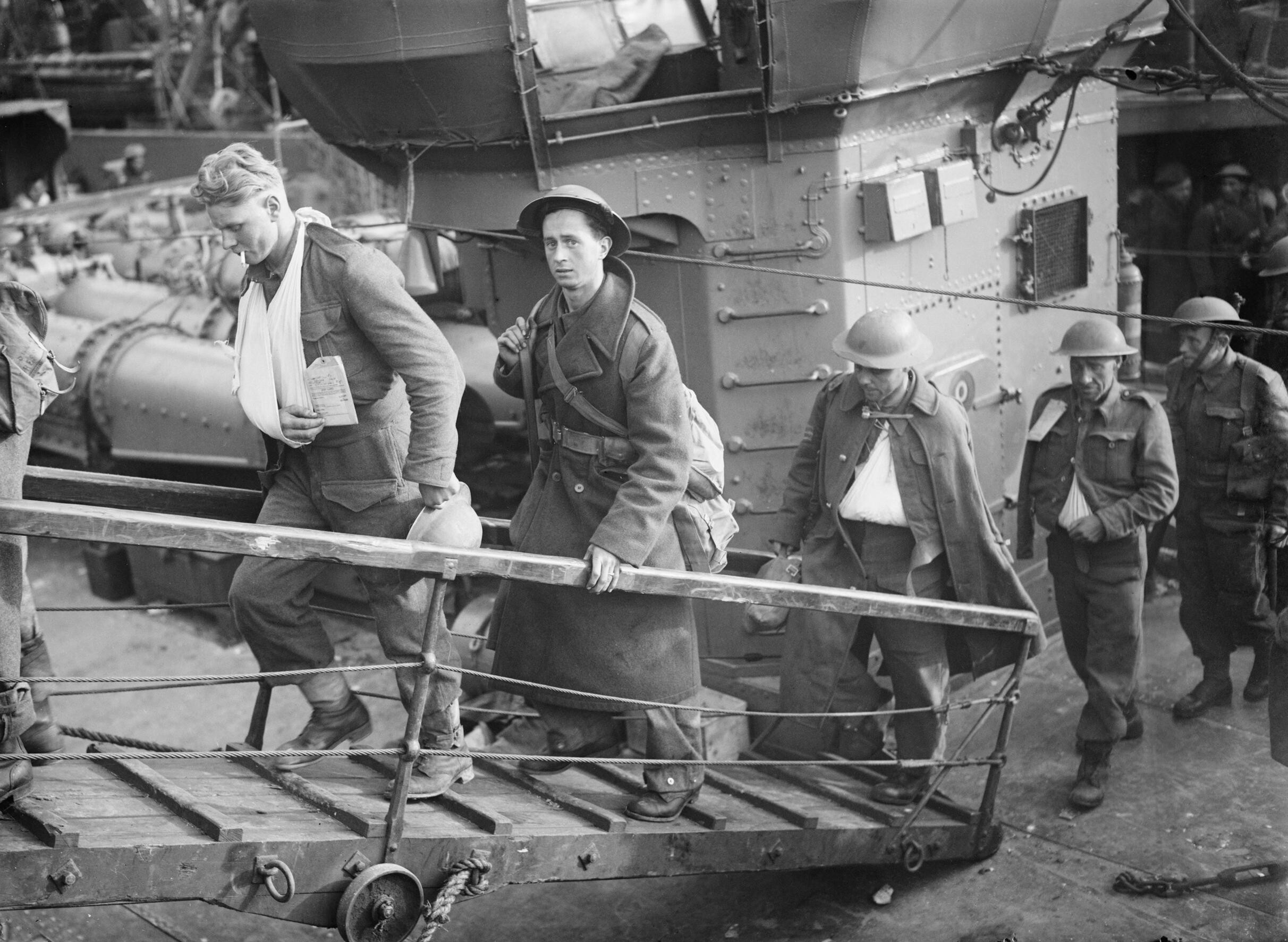
Tropes evacuades de Dunkerque, Dover 31 de maig de 1940

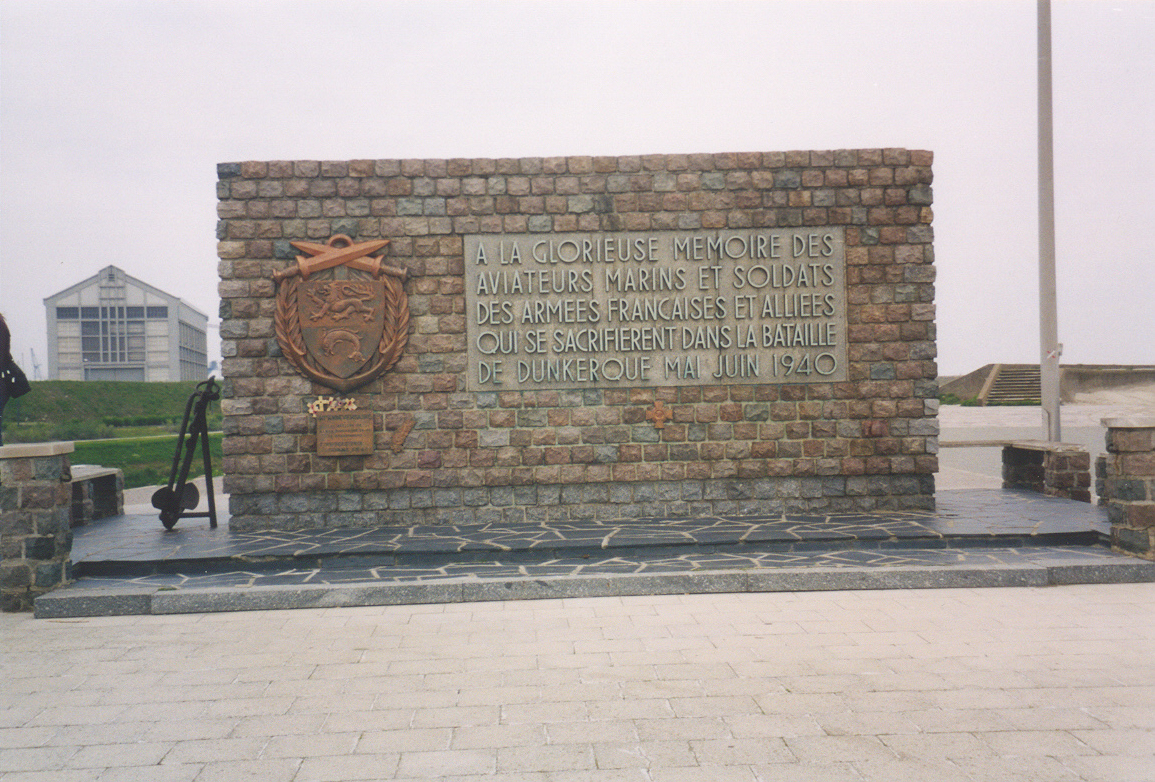
Memorial de la Batalla de Dunkerque

Després dels esdeveniments de Dunkerque, les forces alemanyes es van reagrupar abans de començar una operació anomenada Fall Rot ("Cas Vermell"), un assalt renovat cap al sud, a partir del 5 de juny. Tot i que dues divisions britàniques noves havien començat a traslladar-se a França en un intent de formar una segona Força Expedicionària Britànica, es va prendre la decisió el 14 de juny de retirar totes les tropes britàniques restants, en una evacuació anomenada Operació Ariel. El 25 de juny, gairebé 192.000 tropes aliades, 144.000 d'elles britàniques, havien estat evacuades a través de diversos ports francesos. Encara que l'exèrcit francès va continuar lluitant, les tropes alemanyes van entrar a París el 14 de juny. El govern francès es va veure obligat a negociar un armistici a Compiègne el 22 de juny.
La pèrdua de material militar a les platges va ser enorme. L'exèrcit britànic va deixar bastant equipament suficient per a equipar entre vuit i deu divisions. Entre els que es va abandonar a França hi havia, a més de gran quantitat de munició, 880 canons de campanya, 310 canons de gran calibre, uns 500 canons antiaeris, prop de 850 canons antitancs, 11.000 metralletes, prop de 700 tancs, 20.000 motocicletes i 45.000 automòbils i camions. L'equip de l'exèrcit disponible a Gran Bretanya només era suficient per equipar dues divisions. L'exèrcit britànic necessitaria mesos per tornar a subministrar adequadament i es van aturar algunes presentacions previstes de nous equips mentre els recursos industrials es concentraven a fer bones les pèrdues. Els oficials van dir a les tropes que tornaven de Dunkerque que cremessin o desactivar els seus camions (per no deixar que se'n beneficiessin les forces alemanyes que avançaven). L'escassetat de vehicles de l'exèrcit després de Dunkerque va ser tan greu que el Royal Army Service Corps (RASC) es va veure obligat a recuperar i reformar autobusos i autocars obsolets dels desballestaments britànics per reaprofitar-los com a transport de tropes. Alguns d'aquests antics vehicles encara estaven en ús durant la campanya nord-africana de 1942.
El 2 de juny, el degà de la Catedral de Saint Paul, Walter Matthews, fou el primer a qualificar l'evacuació com a "Miracle de Dunkerque".
| « | Es va recordar que l'arquebisbe de Canterbury havia anunciat que el Dia de la Pregària Nacional podria ser un punt d'inflexió, i era evident per a molts que Déu havia respost a l'oració col·lectiva de la nació amb el "miracle de Dunkerque". L'evidència de la intervenció de Déu era clara per a aquells que volien veure-la; els documents havien parlat de mars calms i la boira alta que interferia amb l'exactitud dels bombarders alemanys. | » |

A Dunkerque es pot trobar un monument de marbre a la batalla. La inscripció francesa es tradueix així: "Al gloriós record dels aviadors, mariners i soldats dels exèrcits francesos i aliats que es van sacrificar a la batalla de Dunkerque, maig-juny de 1940".
Les baixes de la BEF es commemoren al Memorial de Dunkerque.

## "Esperit de Dunkerque"
La premsa britànica més tard va explotar l'èxit de la evacuació de Dunkerque el 1940, i en particular el paper dels "vaixells petits de Dunkerque", amb molta eficàcia. Molts d'ells eren vaixells privats com ara vaixells de pesca i creuers d'esbarjo, però els vaixells comercials, com els transbordadors, també van contribuir a la força, incloent vaixells de llocs tan llunyans com l'illa de Man i Glasgow. Aquests vaixells més petits -guiats per embarcacions navals a través del canal de l'Estuari del Tàmesi i de Dover- ajudaren en l'evacuació oficial. En poder apropar-se a les aigües poc profundes de la platja, a diferència de les embarcacions més grans, els «petits vaixells» actuaven com a llançadors des de i cap a les naus més grans, transportant tropes que feien cua a l'aigua, moltes esperant amb aigua fins a les espatlles durant hores. El terme "esperit de Dunkerque" es refereix a la solidaritat del poble britànic en temps d'adversitat.

## Medalla de Dunkerque
El 1960 es va establir una medalla commemorativa per part de l'Associació Nacional Francesa de Veterans del Sector Fortificat de Flandes i Dunkerque, en representació de la ciutat de Dunkerque. La medalla va ser concedida inicialment només als defensors francesos de Dunkerque, però el 1970 es va ampliar la qualificació per incloure a les forces britàniques que van servir al sector de Dunkerque i les seves forces de rescat, inclosos els civils voluntaris dels "petits vaixells".
El disseny de la medalla de bronze incloïa les armes de la ciutat de Dunkerque amb "Dunkerque 1940" al revers.